# Tigres volants (jeu de rôle)
Pour les articles homonymes, voir Les Tigres volants.
Tigres volants est un jeu de rôle de science-fiction, créé par Stéphane "Alias" Gallay. 
Le jeu a connu deux éditions amateurs, en 1990 et 1992, avant d'être publié par 2 Dés Sans Faces en avril 2006. Cette troisième édition est en cours de "libération" par son auteur au format Creative Commons partage dans les mêmes conditions (CC-BY-SA), avec le livre de base disponible depuis octobre 2013, le livret de l'écran "Entre deux eaux" libéré en août 2014 et le supplément La Bibliothèque tachyonique, libéré en août 2015.
Citation tirée du jeu : « L'univers explore les conséquences de la rencontre de deux cultures : une civilisation qui a dominé la galaxie pendant près de dix mille ans, rythmés par l’espérance de vie millénaire de ses habitants, et les Terriens, qui, après quatre guerres mondiales, déboulent avec plein d’idées saugrenues (démocratie, moteur à explosion, vélo, capitalisme, football). S’il s’agissait de peuples complètement différents, l’affaire se serait sans doute réglée à coups de guerre et autres explications administratives. Mais les choses sont plus compliquées. »

## Univers
La Sphère est le terme utilisé pour désigner l’espace connu, qui fait environ 250 années-lumière de rayon. Un vaisseau rapide traverserait la Sphère en un peu plus de six mois. La Sphère est centrée sur la planète Fantir, où siège le Cepmes, une sorte d’ONU galactique.

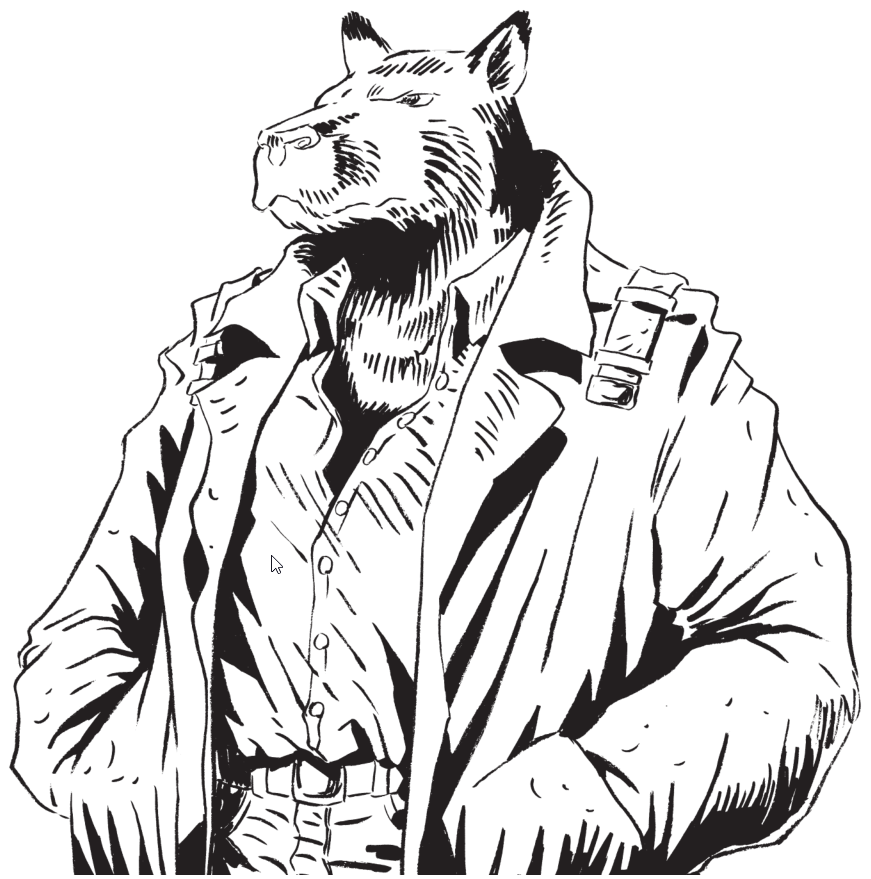
Rowaan

Les racines de la civilisation atlano-eyldarin plongent loin dans le passé de la Terre, qu’elle a quittée avant la dernière glaciation. Elle est centrée sur deux peuples : 
- Les Eyldar, physiquement très proches des Humains, hormis leurs oreilles en pointe et une espérance de vie de l’ordre du millénaire, qui aiment le calme, le sexe et les jeux de mots tordus ;
- Les Atlani, Humains qui ont une touche de sang eyldarin et donc une longévité accrue ; leur culture est similaire à celle des Eyldar, mais elle y ajoute l’amour des choses martiales et du kitsch monarchiste.

Autour d’eux gravitent les Siyani, des lézards géants anthropomorphes, qui dominent le commerce interstellaire et ont une culture réellement étrange, les Talvarids, peuple d’ours évolués qui vivaient en société tribale sur une petite planète reculée avant d’être récemment envahis, et enfin les Karlan, une culture militariste et isolationniste, qui garde les limites de l'espace connu.
La civilisation terrienne, quant à elle, a connu quatre guerres mondiales et beaucoup d'autres problèmes de moindre gravité. Elle compte deux blocs politiques majeurs et une poignée de nations mineures :
- La Fédération des hautes-terres, qui contrôle les deux tiers du globe ainsi que des colonies spatiales, a réussi l’exploit d’être en guerre au moins une fois avec chaque nation de la Sphère. Elle est à l’origine d’une évolution du génotype humain : les Highlanders.
- La Confédération européenne et les États-Unis nord-américains forment une alliance bancale et sont très occupés à se reconstruire après les guerres mondiales.
- Copacabana (anciennement Rio de Janeiro) est une cité-État utopiste et libertaire, avec son propre spatioport ; ses habitants résistent avec acharnement à la Fédération des hautes-terres.

Il existe encore d’autres États mineurs, tels Israël, Singapour et quelques îles caraïbes, ainsi qu'une station spatiale autonome, Thirteen Stars.
Les guerres ont causé nombre de mutations dans la population terrienne, comme les Rowaans à la tête de chien et au sale caractère, et les Alphans qui ont des cheveux blancs et des pouvoirs mentaux.

## Ambiance
L'univers de Tigres Volants met l'accent sur les différentes cultures de l'espace connu, leurs points communs et leurs différences. Cet accent se retrouve en partie dans les règles. L'autre particularité du jeu est un ton satirique et "second degré" : c'est un univers (relativement) cohérent, mais qui ne se prend pas trop au sérieux.

## Gamme
Ce catalogue concerne uniquement la troisième édition du jeu, publiée entre 2006 et 2012. Cette gamme est considérée comme fermée et ne fera pas l'objet de nouvelles parutions.
- Livre de base (320 pages, avril 2006)
- Écran + Livret "Entre deux eaux" (32 pages, novembre 2006)
- Supplément "La Bibliothèque tachyonique" volume 1, Copacabana Transit (32 pages, mai 2007)
- Supplément "La Bibliothèque tachyonique" volume 2, Maudits par la Dame de fer (32 pages, avril 2008)
- Supplément "La Bibliothèque tachyonique" volume 3, L'Ergartis, la course du loup (32 pages, avril 2009)
- Supplément La Bibliothèque tachyonique, qui reprend les trois volumes ci-dessus (104 pages, juin 2012)
- Supplément Le Secret du Domaine des trois sources, campagne (128 pages, octobre 2012)

### Creative Commons
La version 3 du jeu a été publiée sous licence Creative Commons BY-SA 4.0.
Les fichiers sont disponibles au téléchargement sur le site officiel.
- Livre de base (PDF; 300 pages, octobre 2013)
- "Entre deux eaux", livret de l'écran du meneur de jeu (PDF; 30 pages, août 2014)
- La Bibliothèque tachyonique, l'édition compilée comprenant les trois suppléments parus sous ce titre (PDF; 128 pages, août 2015)
- Le Secret du Domaine des trois sources (PDF; 100 pages, août 2016)